# Marcelo Toscano
Marcelo Aparecido Toscano (Areado, 12 maggio 1985) è un calciatore brasiliano, attaccante dell'ASA.

## Carriera
Nato ad Areado, nello stato del Minas Gerais, Toscano ha iniziato a tirare i suoi primi calci nelle giovanili del São Vicente. Nato come attaccante, è stato trasformato in terzino destro durante la sua militanza al Paulista, principalmente a causa della mancanza di gol.
Tornato come attaccante al Paraná, Toscano ha realizzato dieci gol nel Campeonato Brasileiro Série B 2009, rendendolo il miglior marcatore del club. Il 20 agosto 2010 si è trasferito all'estero per la prima volta nella sua carriera, dopo aver firmato un contratto quadriennale con il Vitória de Guimarães, squadra della Primeira Liga.
Toscano ha fatto il suo debutto nella massima serie portoghese il 28 agosto, entrando dalla panchina e segnando una tripletta nella vittoria per 3-1 in trasferta contro il Nacional. Il 21 dicembre 2012 ha rescisso il contratto, e il giorno seguente ha firmato con il Figueirense.
Toscano apparve raramente con il Figueira, e successivamente si unì al Comercial de Ribeirão Preto. Il 14 aprile 2014 si trasferì al Vila Nova, ma rescisse il suo contratto dopo soli due mesi.
Toscano ha chiuso l'anno con il Cuiabá, segnando tre gol in Série C. Nel novembre 2014 è entrato a far parte del Mirassol, ed è stato il miglior marcatore della stagione 2015 del Campeonato Paulista Série A2.
Il 16 aprile 2015 Toscano si è trasferito in Série B all'América Mineiro.
Dopo aver ottenuto con successo la promozione in Série A con l'América Mineiro, Toscano ha firmato con il Jeju United il 7 dicembre 2015. Dopo una stagione e mezza con il Jeju, si è trasferito all'Omiya Ardija nella J1 League nel giugno 2017. Con il Jeju ha collezionato 49 presenze e 17 gol in campionato.
Il 29 luglio 2017 Toscano ha fatto la sua prima presenza contro il Vissel Kobe, segnando un gol all'esordio, tuttavia la partita si è conclusa con una sconfitta per 3-1 in trasferta. Nella sua prima stagione con l'Omiya Ardija, retrocesse nella seconda divisione giapponese, la J2 League.
Il 1º gennaio 2019 Toscano ha firmato un contratto biennale con l'América Mineiro in Série B.

## Statistiche

### Presenze e reti nei club
| Stagione          | Squadra           | Campionato        | Campionato | Campionato | Coppe nazionali | Coppe nazionali | Coppe nazionali | Coppe continentali | Coppe continentali | Coppe continentali | Altre coppe | Altre coppe | Altre coppe | Totale | Totale |
| Stagione          | Squadra           | Comp              | Pres       | Reti       | Comp            | Pres            | Reti            | Comp               | Pres               | Reti               | Comp        | Pres        | Reti        | Pres   | Reti   |
| ----------------- | ----------------- | ----------------- | ---------- | ---------- | --------------- | --------------- | --------------- | ------------------ | ------------------ | ------------------ | ----------- | ----------- | ----------- | ------ | ------ |
| 2023              | Portuguesa        | D                 | 19         | 13         | -               | -               | -               | -                  | -                  | -                  | -           | -           | -           | 19     | 13     |
| gen.-apr.2024     | Serra Branca      | CP                | 10         | 4          | -               | -               | -               | -                  | -                  | -                  | -           | -           | -           | 10     | 4      |
| apr.-ago.2024     | Portuguesa        | D                 | 17         | 6          | -               | -               | -               | -                  | -                  | -                  | -           | -           | -           | 17     | 6      |
| Totale Portuguesa | Totale Portuguesa | Totale Portuguesa | 38         | 19         |                 | -               | -               |                    | -                  | -                  | -           | -           | -           | 38     | 19     |
| 2024              | Thrissur Magic    | SLK               | 0          | 0          | -               | -               | -               | -                  | -                  | -                  | -           | -           | -           | 0      | 0      |
| Totale carriera   | Totale carriera   | Totale carriera   | 48         | 23         |                 | -               | -               |                    | -                  | -                  | -           | -           | -           | 48     | 23     |

## Palmarès

### Competizioni regionali
- Copa Verde: 1

Paysandu: 2022

### Competizioni statali
- Copa Rio: 1

Portuguesa-RJ: 2023